# Nowy Dwór (rejon solecznicki)
Nowy Dwór (lit. Naujadvaris) − wieś na Litwie, w gminie rejonowej Soleczniki, 5 km na południowy zachód od Dajnowy, zamieszkana przez 99 ludzi. Przed II wojną światową w Polsce, w powiecie lidzkim województwa nowogródzkiego.